# Ed Burke (Leichtathlet)

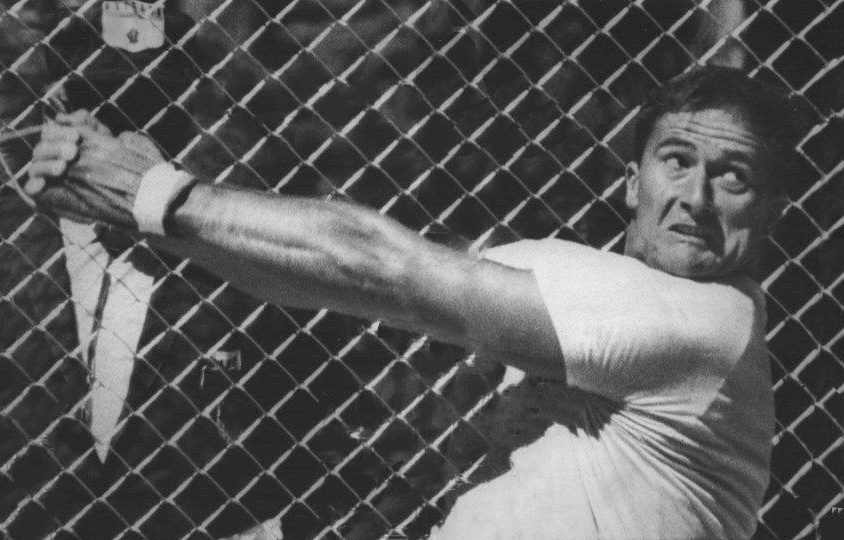
Ed Burke, 1968

Ed Burke (eigentlich Edward Andrew Burke; * 4. März 1940 in Ukiah) ist ein ehemaliger US-amerikanischer Hammerwerfer.
Bei den Olympischen Spielen wurde er 1964 in Tokio Siebter und 1968 in Mexiko-Stadt Zwölfter.
Bei den Leichtathletik-Weltmeisterschaften 1983 in Helsinki und den Olympischen Spielen 1984 in Los Angeles schied er in der Qualifikation aus.
Dreimal wurde er US-Meister (1966–1968) und einmal Englischer Meister (1967). 1967 und 1968 wurde er US-Hallenmeister im Gewichtweitwurf.

## Persönliche Bestleistungen
- Hammerwurf: 74,36 m, 6. August 1982, Darmstadt
- Gewichtweitwurf (Halle): 21,68 m, 25. Februar 1983, Princeton